# Карлос Кастанеда
Ка́рлос Кастане́да (ісп. Carlos César Salvador Arana Castañeda; *25 грудня 1925 — †27 квітня 1998) — американець перуанського походження, антрополог (доктор філософії з антропології) і письменник, етнограф, мислитель езотеричної орієнтації, містик, автор 12 книг-бестселерів, присвячених шаманізму древнього індіанського народу тольтеків і викладу незвичного для західної людини світогляду. Засновник та керівник власної групи учнів. Сам Кастанеда користувався терміном «sorcery» («мольфарство», в українських перекладах з російської неправильно передане як «магія»), однак, за його словами, це поняття не повністю передає суть вчення, заснованого на традиціях древніх і нових видців - мольфарів, що вміють бачити енергію безпосередньо, як вона лине у всесвіті.
Починаючи з праці «Вчення дона Хуана» в 1968 році, Кастанеда написав низку книг про свою підготовку до магічного переходу. Книги, написані від першої особи, розповідають про отриманий досвід під опікою старого індіанця племені я́кі, «людини знання» на ім'я дон Хуан Матус. Його 12 книг були розпродані накладом понад 28 мільйонів екземплярів (дуже застарілі дані) й перекладені на 33 мови (див. перелік мов у Наґвалізм, Том І, с. 752)
З 1973 року Кастанеда зник із поля зору громадськості для подальшої роботи над своїм внутрішнім розвитком.
Кастанеда — засновник компанії «Cleargreen [Архівовано 8 липня 2011 у Wayback Machine.]», яка нині володіє правами на його творчу спадщину та сприяє розвитку вчення Тенсегріті.

## Біографія
Кастанеда практично не давав інтерв'ю. Тому в його біографії є багато суперечливих фактів і дат. За численними легендами він кілька разів укорочував собі віку та гинув в автокатастрофі. Кастанеда щоразу придумував собі нову батьківщину, нових батьків. Він намагався не залишати своїх фотографій і відеозаписів (але, за збігом обставин, кілька фотографій Кастанеди все ж існує). Він навіть заперечував, що був одружений, хоча Марґарет Раньян, авторка книги спогадів про Карлоса Кастанеду, стверджує, що він був її чоловіком. Можна припускати, що причиною такої скритності є один із принципів вчення тольтеків — стирання особистої історії.
Карлос Кастанеда народився 25 грудня 1925 у Кахамарці, Перу. За іншими даними — 25 грудня 1931 р. у Сан-Паулу, Бразилія.
Батько — Сезар Аранья Кастанеда Бурунґарі. Мати — Сусана Кастанеда Навоа.
В 1951 році Кастанеда іммігрує до США, а в 1957 отримує громадянство.
У 1955-1959 роках вивчає психологію. В 1960 вступає в Каліфорнійський університет у Лос-Анджелесі (UCLA) де вивчає антропологію. В 1968 році отримує ступінь магістра, а в 1972 - доктора філософії.
Помер Карлос Кастанеда 27 квітня 1998 року від раку печінки, преса сповістила про це тільки 19 червня того ж року. За версією його групи він не помер, а зберіг свідомість і перейшов на інший рівень буття.

### Учнівство в дона Хуана
Карлос Кастанеда стверджував, що зустріч з індіанцем з племені я́кі, мексиканським магом Хуаном Матусом в 1960 році повністю змінила його життя. Спочатку Кастанеда в рамках антропологічної практики в Каліфорнійському Університеті Лос-Анджелеса хотів досліджувати кактус пейот і саме з цією метою звернувся до дона Хуана, який був знавцем місцевих рослин. Завдяки щасливому випадку їх звів разом спільний знайомий. Згідно з версією Кастанеди дон Хуан, який вважав себе послідовником традиції древніх магів, вибрав Карлоса в учні, орієнтуючись на специфічну ознаку, яку дон Хуан називав особливою структурою його «енергетичного тіла».
Як згодом виявилося, дон Хуан бачив у ньому нагваля, або лідера групи видців, здатного продовжити лінію магів, до яких належав дон Хуан. Згідно з книгами Кастанеди, магія тольтеків полягає у вмінні змінювати своє сприйняття, що дозволяє істотно розширити і навіть кардинально змінити уявлення про пізнаване і про життя в цілому. Тобто магія — це не фокуси з витяганням чогось із нічого, а практика розширення сприйняття за межі відомого людині. Також магія у вченні тольтеків не ставить за мету досягнення влади над іншими людьми, втручання в їх життя і здоров'я. Метою є так зване «згорання у вогні зсередини» — досягнення іншої форми існування в «енергетичному тілі». В кінці навчання Карлос Кастанеда був переконаний, що він є свідком абсолютно іншої когнітивної системи («синтаксису іншого типу»), ніж європейська. Терміном «магія» Кастанеда був незадоволений, оскільки вважав його неточним, тому згодом у пошуку більш точного терміна замінив його на слово «шаманізм», яке теж, на його думку, лише частково позначало ціле вчення, бо відображало знання тільки про взаємодію з оточуючими духами.
У рамках підготовки своєї магістерської дисертації на факультеті антропології Карлос Кастанеда вирішив провести польове дослідження. Його зацікавленість відкрито підтримав професор Клемент Міен. Думки інших вчених відрізнялися: вони вважали, що Кастанеда повинен спершу накопичити необхідний багаж академічних знань. За словами Кастанеди в своєму рішенні провести польову роботу він керувався тим, що час, відпущений на вивчення розумових процесів корінних американських культур, стрімко спливав, і можна було просто спізнитися. Місцем проведення польової роботи був штат Аризона, США, і штат Сонора, Мексика, а результатом багаторічної роботи — книга «Вчення дона Хуана» й знайомство з Хуаном Матусом.
Влітку 1960 року, плануючи написати статтю про лікарські рослини північноамериканських індіанців, Карлос Кастанеда почав свою роботу. Він вирушив у подорож південним заходом США, також відвідавши Ногалес, Аризона, де вперше зустрів людину, відому в його книгах під ім'ям дон Хуан Матус, шамана з племені я́кі. Незабаром він вирушив до дона Хуана в Сонору і протягом декількох років з перервами, в період з 1961 по 1965 роки, проходив у нього навчання. Восени 1965 у зв'язку з психологічним стресом Кастанеда припинив учнівство і повернувся до Лос-Анджелеса. У 1968 році видавництво «University of California Press» опублікувало першу книгу «Вчення дона Хуана», завдяки якій він отримав ступінь магістра. Книга відразу ж стала бестселером, як і всі наступні роботи автора. Багатомільйонні тиражі його книг зробили Кастанеду мільйонером.
У 1968 році Кастанеда повернувся в Сонору і відновив навчання в дона Хуана. У 1971 році вийшла в світ книга «Окрема реальність», а в 1972 він опублікував книгу «Подорож до Ікстлану», за яку отримав докторський ступінь. У цій роботі зміщуються акценти з використання «рослин сили» на вчення шамана з підвищення усвідомлення, назване ним «магією», або «шляхом воїна». Поступово Карлос Кастанеда огортає свою особистість туманом. Зменшується кількість інтерв'ю, починається етап «стирання особистої історії». У 1974 році вийшла остання книга, що описує безпосередній досвід спілкування з доном Хуаном — «Казки про силу», в якій, як виявилося, дон Хуан йде з цього світу, або «згорає у вогні зсередини». У наступних книгах Карлос Кастанеда працює зі своїми спогадами з метою розібратися в складній системі світогляду Хуана Матуса.

## Впливи на культуру та суспільство
Перша книга Карлоса Кастанеди була опублікована в 1968 році під назвою «The Teachings of Don Juan: A Yaqui Way of Knowledge» («Вчення дона Хуана») і в короткі терміни стала бестселером (з тиражем у кілька мільйонів примірників). Деякий час вона мала успіх і в академічному середовищі антропологів, але згодом з виходом інших робіт Кастанеди думки про його дослідженнях розділилися. Надалі Карлос Кастанеда опублікував ще 11 робіт, присвячених вченню дона Хуана, які незмінно ставали бестселерами в багатьох країнах світу. За роки життя він безліч разів удостоювався як і найбільших похвал (аж до того, що він запропонував нову парадигму), так і жорсткої критики (аж до того, що він вигадав дона Хуана).
У творах Віктора Пєлєвіна, Макса Фрая і Любка Дереша присутній помітний вплив ідей Кастанеди.
Популярність веде і до деяких помилок: багато людей чули про Кастанеду в основному за першими двома книгами і помилково вважають, що всі його роботи присвячені опису прийому психоделіків; відомі випадки, коли книги Кастанеди звинувачували у пропаганді наркотиків. Після виходу у світ праць Кастанеди з'явився і ряд критиків (серед яких, наприклад, Річард Де Мілль), а також компіляторів і наслідувачів (Кен Орлине Перо, Віктор Санчес, Теун Марез та ін.), яких сам він не визнавав.
Існує безліч послідовників Карлоса Кастанеди, які сприйняли книги Кастанеди не тільки як поетичну метафору, але і як керівництво до дії. Вони слідують «шляху воїна», описаного Карлосом Кастанедою. Деякі з цих послідовників приєдналися до навчання на семінарах і класах, розпочатих особисто Кастанедою і жінками його «партії», зокрема Тайшею Абеляр, а тепер їх проводять його учні. Останнім часом видано ряд робіт інших авторів, що мають схожу тематику, але принципово інший підхід до магії: Армандо Торрес «Правило тризубчастого Нагваля», Олексій Ксендзюк «Після Кастанеди: подальше дослідження», Віктор Санчес та інші. Російською мовою також вийшли дослідні роботи, які викладають вчення Кастанеди з точки зору сучасного наукового підходу: Андрій Преображенський «Вчення дона Хуана. Абстрактна магія», Сергій Степанов «Філософія Карлоса Кастанеди. Шлях воїна» та інші.

## Книги
- 1968 — Вчення дона Хуана: Шлях знань індіанців які (The Teachings of Don Juan, A Yaqui Way of Knowledge)
- 1971 — Окрема реальність (A Separate Reality)
- 1972 — Подорож в Ікстлан (Ікстлан)(Journey to Ixtlan)
- 1973 — Мольфарство: один із описів світу — автореферат докторської дисертації (Sorcery: A Description Of The World — abstract of the doctoral thesis)
- 1974 — Казки про силу  (Tales of Power)
- 1977 — Друге кільце сили (The Second Ring of Power)
- 1981 — Дар Орла (The Eagle's Gift)
- 1984 — Вогонь зсередини (The Fire From Within)
- 1987 — Сила тиші (Сила безмовності) (The Power of Silence)
- 1993 — Мистецтво сновидіння (The Art of Dreaming)
- 1996 — Безмовне знання (Silent Knowledge)
- 1997 — Тенсеґріті: Магічні паси відунів давньої Мексики (Tensegrity: The Magical Passes of the Sorcerers of Ancient Mexico)
- 1997 — Активна сторона нескінченності (The Active Side of Infinity)
- 1998 — Магічні паси: практична мудрість шаманів давньої Мексики (Magical Passes: The Practical Wisdom of the Shamans of Ancient Mexico)
- 1998 — Колесо часу (The Wheel of Time)
- 1969 — Невідома лекція Карлоса Кастанеди

## Переклади українською
- Карлос Кастанеда. Вчення дона Хуана. Переклад з англ. Павла Малковича. Самвидав, 2015. 216 с.
- Карлос Кастанеда. Вчення дона Хуана. Переклад з англ. Анни Кравець. Львів: «Terra Incognita», 2018. 272 с. 978-617-7646-10-4
- Карлос Кастанеда. Колесо часу. Переклад з англ. Анастасії Жищинської. Харків: «Клуб сімейного дозвілля», 2019. 256 с. ISBN 978-617-12-5771-9
- Карлос Кастанеда. Окрема реальність. Переклад з англ. Олени Фешовець. Львів: «Terra Incognita», 2019. 240 с.
- Карлос Кастанеда. Подорож в Ікстлан. Переклад з англ. Івана Кричфалушія. Львів: «Terra Incognita», 2019. 248 с.
- Карлос Кастанеда. Казки про силу. Переклад з англ. Василя Чумака. Харків: «Клуб сімейного дозвілля», 2019. 400 с.
- Карлос Кастанеда. Мистецтво сновидінь. Переклад з англ. Дар'ї Петрушенко. Харків: «Клуб сімейного дозвілля», 2019. 288 с.
- Карлос Кастанеда. Безмовне знання. Переклад з англ. Анни Кравець. Журнал «Всесвіт», 2017, No 1–2, стор. 197-221
- Наґвалізм. Том І. (Вчення дона Хуана + додаткові матеріали, 6-те видання, lo infinito, 2024, 810 с.) Переклад з англ. Анни Кравець (оригінал). Базове розширене порівняльне видання-трилінґва
- Наґвалізм. Том II. (Окрема реальність + додаткові матеріали, 4-ге видання, lo infinito, 2024, 846 с.) Переклад з англ. Анни Кравець (оригінал). Базове розширене порівняльне видання-трилінґва
- Мольфарство: один із описів світу — автореферат докторської дисертації. Переклад з англ. Анни Кравець, lo infinito, 2023